# Фабр, Ян
Ян Фабр (нидерл. Jan Fabre, род. 14 декабря 1958 года, Антверпен) — бельгийский художник, скульптор, театральный режиссёр, драматург, сценарист, хореограф.

## Биография
Ян Фабр родился в Антверпенe 14 декабря 1958 года. Согласно большинству источников и собственным заявлениям Фабра, он приходится внуком знаменитому энтомологу Жану-Анри Фабру, автору книги «Жизнь насекомых»; иногда утверждается также, что художник является его правнуком. Некоторые источники, говоря о несомненном влиянии энтомолога на творчество Яна Фабра, вовсе не упоминают об их родстве; отдельные авторы ставят это родство под сомнение. Во всяком случае, Фабр с детства интересовался миром насекомых, за которыми любил наблюдать в родительском саду. Позднее, подростком, он часто посещал Антверпенский зоопарк.
Учился в Муниципальном институте декоративных искусств и в Королевской Академии изящных искусств в Антверпене. С середины семидесятых годов начал работать в различных областях искусства. В числе его первых работ были рисунки, созданные шариковой ручкой.
В 1970-х годах организует ряд перформансов, принесших ему скандальную известность; в 1980-х обращается к театру. В 1986 году создал собственную компанию Troubleyn, которая осуществляет проекты в области театра и танца. Название представляет собой девичью фамилию матери Фабра. Troubleyn, который Фабр называет своей творческой лабораторией, занимается также исследовательской деятельностью. Кроме того, здесь находится собранная Фабром коллекция работ современных художников.
Фабр — один из самых универсальных художников на международной художественной сцене. Он является не только режиссёром театра, оперы и балета, хореографом, автором и сценографом, но и изобразительным художником. Его изобразительное творчество состоит в основном из рисунков, скульптур, фильмов и инсталляций. Эта многогранность очень важная и узнаваемая характеристика его работы.
Использует разные виды искусства, соблюдая их специфические характеристики, и объединяя их общей тематикой.
Мир насекомого, человеческое тело и стратегия войны — три центральные темы, которые он использует в своем творчестве. С творчеством художника можно ознакомиться на многих выставках по всему миру. Например, в цикле «Дань Иеронимусу Босху в Конго» он показывает абсурд и ужасы бельгийского колониализма в Конго.
В 2012 году Фабр провёл перформанс, посвященный Сальвадору Дали, в ходе которого живых кошек подбрасывали таким образом, что они приземлялись на ступени с громким мяуканьем. Перформанс вызвал возмущение любителей животных. В ответ на многочисленные обличительные письма художник принес публичные извинения, а позже жаловался на «преувеличенное» изображение инцидента.
С 21 октября 2016 по 9 апреля 2017 года в Эрмитаже прошла первая в России выставка Яна Фабра «Рыцарь отчаяния — воин красоты», вызвавшая острую общественную полемику по причине использования художником в инсталляциях чучел животных.

## Творчество
Два предприятия управляют финансовыми и артистическими делами Фабра: Troubleyn и Angelos. Первое отвечает за театральные постановки, второе — за художественное творчество. Фабр является художественным руководителем этих предприятий.

### Troubleyn
В 1986 году Фабр основал группу Troubleyn в Антверпене, в его родном городе.
С конца семидесятых годов Фабр пользуется большим успехом благодаря своим театральным текстам. С 1980 он сам ставит спектакли и пьесы. В 1982 году он приобрёл всемирную славу благодаря постановке «Это театр как ожидали и как предвидели». В 1984 году подтвердил успех постановкой «Сила театральных глупостей», пьесой, написанной для Венецианской биеннале. Среди других постановок Фабра — «Я - кровь» (Je suis Sang) (2001), «Лебединое озеро» (2002), «Ангел смерти» (Angel of Death) (2003) и другие. Самый известный спектакль последнего времени — «Гора Олимп» (Mount Olympus) (2016), длящийся 24 часа.

### Angelos
Общество с ограниченной ответственностью Angelos руководит пластическим творчеством Фабра. Angelos согласует все проекты по изобразительному искусству — как выставки в музеях и в галереях, общественные и личные проекты, так и издание каталогов.

#### Рисунки
Рисунки лучше всего передают идеи Фабра. Некоторые из рисунков он рисовал собственной кровью, карандашом или известной в Бельгии синей ручкой марки Bic. Уже в первых рисунках, Фабр проявил интерес к метаморфозам, которые происходят в ночном мире насекомого, и к чувственной и экспериментальной фантазии.
Художник известен благодаря своему «Bic-арт». Его рисунки синей ручкой марки Bic на бумаге касаются разнообразных тем. В этом специфическом цвете он видит так называемый «Синий Час». Это момент, когда ночные насекомые засыпают, а утренние существа ещё не просыпаются. В этот момент энергия темноты и света сливаются. Этот цвет уже не чёрный, но ещё и не белый, а имеет синий оттенок, рожденный метаморфозой жизни, переходящей из одного состояния в другое. Это истинное значение «синего часа», произведения искусства, созданного из энергии тех крайних границ жизни, где каждый раз рождается новая жизнь.
Фабр так же использует ручку Bic, чтобы царапать объекты. Таким образом он расширяет коллекцию «Bic-арт» не только рисунками, но и разными объектами. Фабр хочет, чтобы большие рисунки стали скульптурами. Тогда рисунки становятся объектами, которые можно обойти вокруг.
Интерес Фабра к чувственной и экспериментальной фантазии особенно выразился в персональных выставках. В 1978 он рисовал собственной кровью. Это символизирует исследование человеческого тела как связь между внешними и внутренними мирами, между лицом и его окружением. С персональной выставкой «Моё тело, моя кровь, мой пейзаж» (My body, my blood, my landscape) он старался передать эту символику. В этой выставке он использовал кровь как чернила с большим символическим значением.

#### Скульптуры
Фабр также создаёт скульптуры. Для этого он использует белый мрамор, бронзу, золото и панцири жуков.
В скульптурах Фабре ясно можно увидеть три центральные темы, которые каждый раз возвращаются в его творчестве, а именно: мир насекомого, человеческое тело и стратегия войны.
Фабр считает скульптуры духовными телами: «Тело — это как оболочка. У неё ничего внутри, но она полна воспоминаний». Панцири жуков исполняют роль внешнего скелета и должны символизировать будущее представление о человеке. В скульптурах он хочет освободить тело от запретных тем, которые остались с времён Средних веков. Смерть не имеет отрицательного значения для Фабра.
В 2002 году Фабр создал, по заказу бельгийской королевы Паолы, «Небо восхищения» (Heaven of Delight). Он использовал почти полтора миллиона надкрыльев таиландских жуков, чтобы покрыть потолок и центральную люстру в Зеркальном зале Королевского дворца в Брюсселе. Это художественное произведение ссылается на самую известную фреску художника Микеланджело в Сикстинской капелле в Риме.
Фабр создал целую коллекцию автопортретов. Всего он сконструировал 36 бюстов со всевозможными рогами и ослиными ушами, выполненных в классической технике бронзовой отливки. Некоторые примеры: «Я, когда я мечтаю» (1978), «Я выпускаю себя» (2006) и «Глава I—XVIII» (2010).